# Igal Sarna
Pour les articles homonymes, voir Sarna.
Igal Sarna, en hébreu יגאל סרנה, est un journaliste et écrivain israélien de langue hébraïque né le 15 mai 1952 à Tel Aviv. Il contribue actuellement au journal Yediot Aharonot.